# Alfredo Pezzana
Alfredo Pezzana (* 31. März 1893 in Turin; † 7. Mai 1986 ebenda) war ein italienischer Fechter.

## Erfolge
Alfredo Pezzana wurde 1930 in Lüttich dreimal Vizeweltmeister. Sowohl im Degen-Einzel als auch in den Mannschaftswettbewerben mit dem Degen und dem Säbel belegte er den zweiten Rang. Bei den Olympischen Spielen 1936 in Berlin erreichte er mit der Mannschaft ungeschlagen die Finalrunde, die Italien ohne Niederlage auf dem ersten Platz beendete. Gemeinsam mit Giancarlo Brusati, Giancarlo Cornaggia-Medici, Edoardo Mangiarotti, Saverio Ragno und Franco Riccardi wurde Pezzana somit Olympiasieger.